# Gurara
Gurara è una delle aree a governo locale (local government areas) in cui è suddiviso lo stato di Niger, nella Repubblica Federale della Nigeria. Si estende su una superficie di 954 km² e conta una popolazione di 90.974 abitanti.